# Араклово
Крепостта Араклово (на гръцки: Κάστρο Αράκλοβου ή Κάστρο Βουτσαρά ή Χρυσούλι) се намира на непристъпен връх в Пелопонес, средновековна Морея, останал в паметта с топонима Войника (на гръцки: Βουνούκα). Намира се на 1000 м надморска височина на ключово място контролиращо подходите в Западна Морея между Ахая и Месения.
Араклово носи името си по едноименното изчезнало село в района. Името на крепостта Араклово на френски е Буцелет или Бучелето (на италиански). Името на хълма вероятно е заимствано от Доксапатрис Буцарас, който е последният местен защитник на крепостта (1205 – 1210), противопоставил се на франкократията. Няма данни кога крепостта е издигната, но събитието се отнася към VIII век, а сведенията за нея изчезват през XV век, макар да е описана от Франсоа Пуквил като „Палеокастро“.
Селището ѝ се състояло от три части: същинска крепост; укрепено селище извън крепостта и друго поселище извън външната стена. В крепостта имало църква посветена на „Богородица Крепостна“. Точното местоположение на крепостта е окончателно уточнено едва през 2020 г. 